# Bartolomeo Pinelli

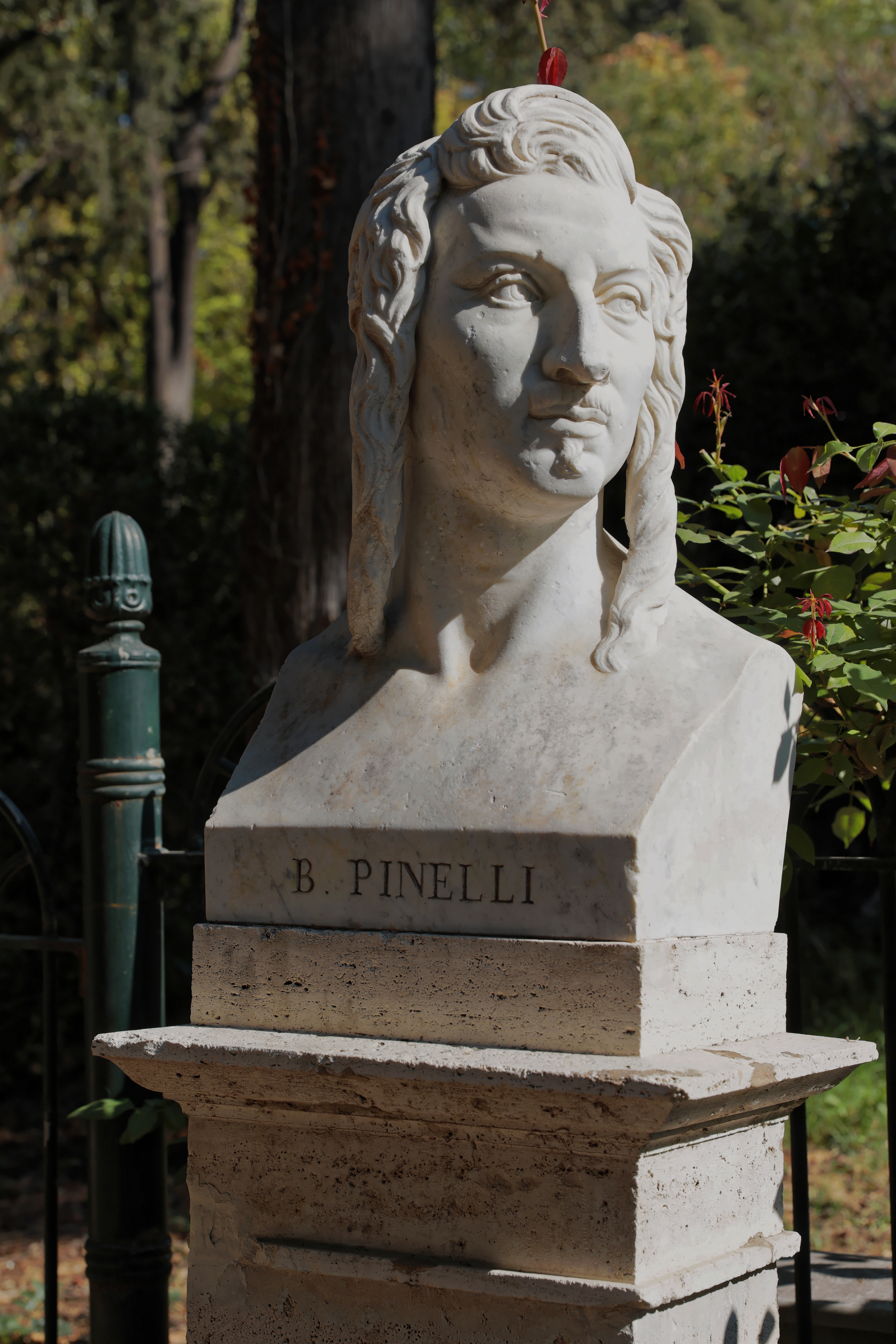
Bartolomeo Pinelli, Villa Borghese (Rom)

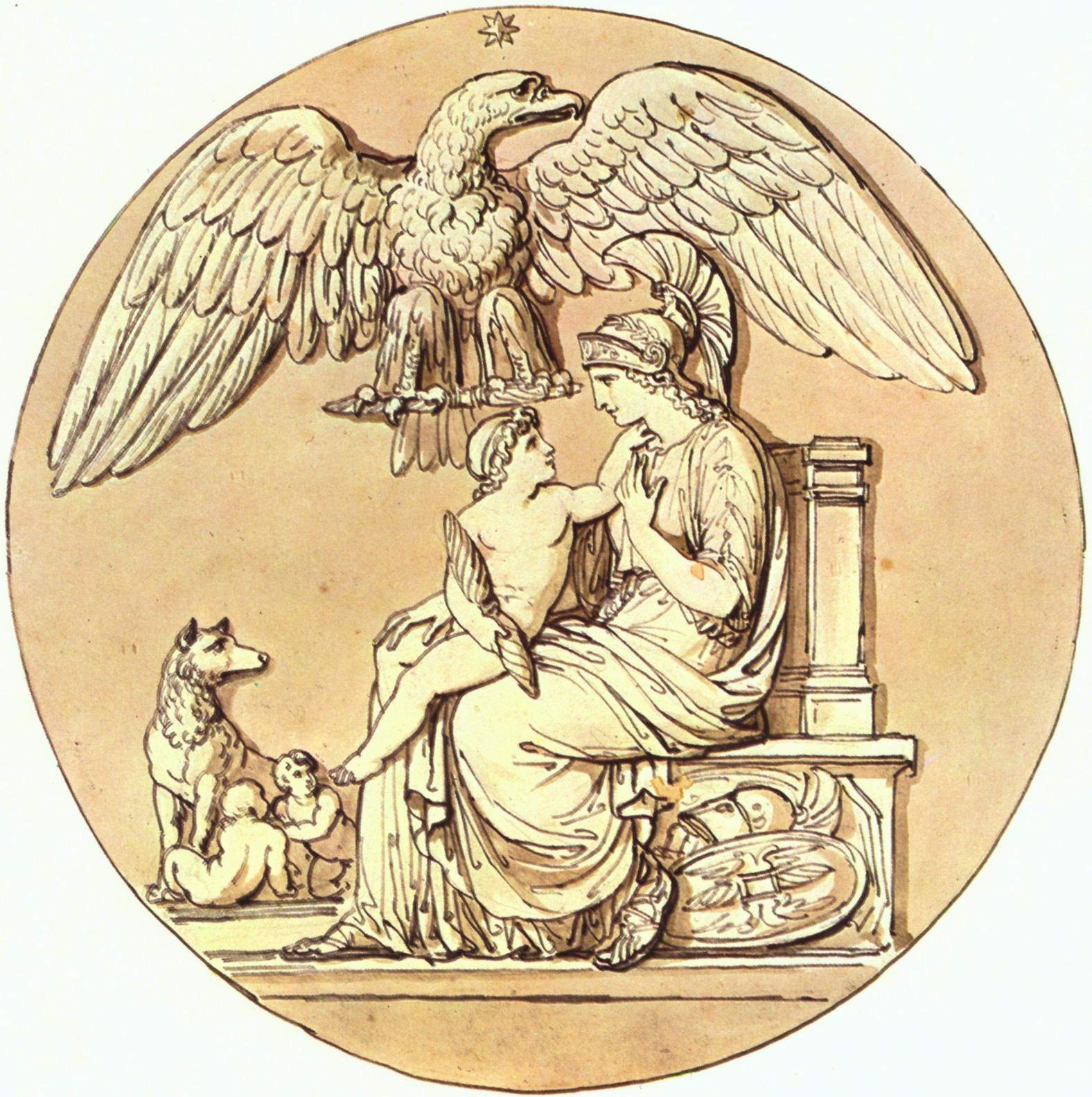
Pinelli: Die Göttin Roma und der König von Rom

Bartolomeo Pinelli (* 20. November 1781 in Rom; † 1. April 1835 ebenda) war ein dem Neoklassizismus zuzurechnender italienischer Kupferstecher.

## Leben und Wirken
Pinelli studierte an der römischen Accademia di San Luca und an der Accademia di Belle Arti von Bologna, wobei er finanziell vom Neffen des Papstes Benedikt XIV. unterstützt wurde. Pinelli schuf seine Arbeiten vornehmlich für Touristen und Italophile, die aus dem Ausland kamen; seine Themen konzentrierten sich dabei um Alltagsszenen, oft bukolischer Art. Als erstes seiner bekannteren Werke gilt La Raccolta di Cinquanta Costumi Pittoreschi, eine 1809 erschienene Folge von 50 Radierungen, sowie L’istoria Romana, eine populäre Darstellung der römischen Stadtgeschichte. Außerdem illustrierte er zu dieser Zeit literarische Klassiker wie Dantes Göttliche Komödie und Cervantes Don Quixote. Typisches Lokalkolorit, pittoreske Details und anekdotische Geschichten prägten dabei sein Werk.
Bekannt ist auch sein Werk Il Ciarlatano in Piazza, das er als Bleistiftzeichnung begann und später in Tinte vollendet; das genaue Jahr der Fertigstellung ist allerdings ungewiss. Vor seinem Umzug nach Bologna arbeitete er überwiegend an spontanen Skizzen in Wasserfarben und Tinte, später folgten dann ausgearbeitete Werke. Die realistische Darstellung erlaubt es, die Szenerie in Trastevere zu lokalisieren. Dargestellt wird ein von einer neugierigen Menschenmenge umringter Straßenhändler, der Amulette, verkauft, die Schutz vor allerlei Gefahren bieten sollen. Die klassische Größe Roms, die in dem Bild in Form des Fußes einer Kolossalstatue auftaucht, rückt dabei gegenüber der Darstellung der lebendigen Gegenwart ganz in den Hintergrund.